# Notació bra-ket
La notació bra-ket , també coneguda com a  notació de Dirac  pel seu inventor Paul Dirac, és la notació estàndard per descriure els estats quàntics en la teoria de la mecànica quàntica. També pot ser utilitzada per denotar vectors abstractes i funcionals lineals en les matemàtiques pures. És així anomenada perquè el producte interior de dos estats és denotat pel "bracket angular" ( angle bracket , en anglès), {\displaystyle \langle \phi |\psi \rangle }, consistint en una part esquerra, {\displaystyle \langle \phi |}, anomenada el  bra , i una part dreta, {\displaystyle |\psi \rangle }, anomenada el  ket .

## Bra i kets
A mecànica quàntica, l'estat d'un sistema físic s'identifica amb un vector a l'espai de Hilbert complex, {\displaystyle {\mathcal {H}}}. Cada vector s'anomena un  ket , i es denota com a {\displaystyle |\psi \rangle }. Cada ket {\displaystyle |\psi \rangle } té un bra dual, escrit com a {\displaystyle \langle \psi |}, això és una funció lineal contínua de {\displaystyle {\mathcal {H}}} als nombres complexos  C , definit com a
{\displaystyle \langle \psi |\rho \rangle ={\bigg (}|\psi \rangle \;,\;|\rho \rangle {\bigg )}} per a tots els kets {\displaystyle |\rho \rangle }
per a tots els  kets  {\displaystyle |\rho \rangle } on () denota el producte interior definit en l'espai de Hilbert. La notació està justificada pel teorema de representació de Riesz, que estableix que un espai de Hilbert i el seu espai dual són isomètrics isomorfs. Així, cada bra correspon a exactament un ket, i viceversa.
Incident, la notació bra-ket pot ser utilitzada fins i tot si l'espai vectorial no és un espai de Hilbert. En qualsevol espai de Banach  B , els vectors poden ser notats com a  kets  i les funcions lineals contínues pels bras. Sobre qualsevol espai vectorial sense topologia, es pot denotar els vectors amb kets i les funcions lineals pels bras. En aquests contextos més generals, el braket no té el significat d'un producte interior, perquè el teorema de representació de Riesz no s'hi aplica.
L'aplicació del bra {\displaystyle \langle \phi |} i el ket {\displaystyle |\psi \rangle } dona lloc a un nombre complex, que es denota:
{\displaystyle \langle \phi |\psi \rangle }.
Aquesta quantitat s'usa en mecànica quàntica per determinar la probabilitat d'obtenir el resultat denotat per {\displaystyle \phi } al mesurar un cert observable en un sistema que es troba a l'estat {\displaystyle |\psi \rangle }. Concretament, la probabilitat serà expressada per,
{\displaystyle P=|\langle \phi |\psi \rangle |^{2}}

## Propietats
Els bras i kets es poden manipular de les maneres següents:
- Donat qualsevol bra {\displaystyle \langle \phi |} i ket {\displaystyle |\psi _{1}\rangle } i {\displaystyle |\psi _{2}\rangle }, i dos nombres complexos  c1  i  c₂, llavors, ja que els bras són funcionals lineals,

{\displaystyle \langle \phi |\;{\bigg (}c_{1}|\psi _{1}\rangle +C_{2}|\psi _{2}\rangle {\bigg )}=C_{1}\langle \phi |\psi _{1}\rangle +C_{2}\langle \phi |\psi _{2}\rangle .}
- Donat qualsevol ket {\displaystyle |\psi \rangle }, bras {\displaystyle \langle \phi _{1}|} i {\displaystyle \langle \phi _{2}|}, i els nombres complexos c1 i c2 , llavors, per la definició de la suma i la multiplicació escalar de funcionals lineals,

{\displaystyle {\bigg (}c_{1}\langle \phi _{1}|+C_{2}\langle \phi _{2}|{\bigg )}\;|\psi \rangle =C_{1}\langle \phi _{1}|\psi \rangle +C_{2}\langle \phi _{2}|\psi \rangle .}
- Donat dos kets {\displaystyle |\psi _{1}\rangle } i {\displaystyle |\psi _{2}\rangle }, i els nombres complexos c1 i c2 , de les propietats del producte intern (amb c * denotant la conjugació complexa de c),

{\displaystyle c_{1}|\psi _{1}\rangle +c_{2}|\psi _{2}\rangle } és dual a {\displaystyle c_{1}^{*}\langle \psi _{1}|+c_{2}^{*}\langle \psi _{2}|.}
- Donat qualsevol bra {\displaystyle \langle \phi |} i ket {\displaystyle |\psi \rangle }, una propietat axiomàtica del producte intern dona

{\displaystyle \langle \phi |\psi \rangle =\langle \psi |\phi \rangle ^{*}}

## Operadors lineals
Si  A :  H  →  H  és un operador lineal, es pot aplicar A al ket {\displaystyle |\psi \rangle } per obtenir el ket {\displaystyle (A|\psi \rangle )}. Els operadors lineals són ubics en la teoria de la mecànica quàntica. Per exemple, s'utilitzen operadors lineals hermitics per a representar quantitats físiques observables, com ara l'energia o el moment, mentre que els operadors lineals unitaris representen processos transformadors com la rotació o la progressió del temps. Els operadors poden també ser vistos com a actuant en les paraules del  costat dret . L'aplicació de l'operador  A  al bra {\displaystyle \langle \phi |} dona lloc al bra {\displaystyle (\langle \phi |A)}, definit com a funcional lineal en H per la regla:
{\displaystyle {\bigg (}\langle \phi |A{\bigg )}\;|\psi \rangle =\langle \phi |\;{\bigg (}A|\psi \rangle {\bigg )}}.
Aquesta expressió s'escriu comunament com a
{\displaystyle \langle \phi |A|\psi \rangle .}
Una manera convenient de definir operadors lineals en H és donada pel producte exterior: si {\displaystyle \langle \phi |} és un bra i {\displaystyle |\psi \rangle } és un ket, el producte extern
{\displaystyle |\Phi \rangle \langle \psi |}
denota un operador que mapeja el ket {\displaystyle |\rho \rangle } al bra {\displaystyle |\phi \rangle \langle \psi |\rho \rangle } (on {\displaystyle \langle \psi |\rho \rangle } és un escalar que multiplica el vector {\displaystyle |\phi \rangle }). Una de les aplicacions del producte extern és per construir un operador de projecció o projector donat un ket {\displaystyle |\psi \rangle } de norma 1, la projecció ortogonal sobre el subespai generat per {\displaystyle |\psi \rangle } és
{\displaystyle |\Psi \rangle \langle \psi |}

## Bras i kets compostos
Dos espais de Hilbert V i W poden formar un tercer espai {\displaystyle V\otimes W} per producte tensorial. En mecànica quàntica, això s'utilitza per a descriure conjunts compostos. Si un conjunt es compon de dos subconjunts descrits per V i W respectivament, llavors l'espai de Hilbert del conjunt sencer és el producte tensorial dels dos espais. L'excepció a això és si els subconjunts són realment partícules idèntiques, en aquest cas, la situació és una mica més complicada.
Si {\displaystyle |\psi \rangle } és un ket en V i {\displaystyle |\phi \rangle } és un ket en W, el producte tensorial dels dos kets és un ket a {\displaystyle V\otimes W}. Això s'escriu com
{\displaystyle |\Psi \rangle |\phi \rangle } o {\displaystyle |\psi \rangle \otimes |\phi \rangle } o {\displaystyle |\psi \phi \rangle }.

## Les representacions en termes de paraules i kets
En mecànica quàntica, és sovint convenient treballar amb les projeccions dels vectors d'estat sobre una base particular, més aviat que amb els vectors mateixos. Aquest procés és molt similiar a l'ús de vectors coordinats en àlgebra lineal. Per exemple, l'espai de Hilbert de partícules puntuals de espín zero és generat per una base de posició {\displaystyle \lbrace |\mathbf {x} \rangle \rbrace }, on l'índex x s'estén sobre el conjunt dels vectors de posició. Partint de qualsevol ket {\displaystyle |\psi \rangle } en aquest espai de Hilbert, es pot definir una funció escalar complexa de x , coneguda com a funció d'ona
{\displaystyle \Psi (\mathbf {x} )\equiv \langle \mathbf {x} |\psi \rangle }.
És llavors usual definir operadors lineals que actuen sobre funcions d'ones en termes d'operadors lineals que actuen en kets, com
{\displaystyle A\psi (\mathbf {x} )\equiv \langle \mathbf {x} |A|\psi \rangle }.
Encara que l'operador A a la banda esquerra d'aquesta equació, per convenció, s'etiqueta de la mateixa manera que l'operador en el costat dret, s'ha de considerar que els dos són entitats conceptualment diferents: el primer actua sobre funcions d'ones, i el segon actua sobre kets. Per exemple, l'operador de moment p té la forma següent
{\displaystyle \mathbf {p} \psi (\mathbf {x} )\equiv \langle \mathbf {x} |\mathbf {p} |\psi \rangle =-i\hbar \nabla \psi (x)}.
Es troba de tant en tant una expressió com ara
{\displaystyle -I\hbar \nabla |\psi \rangle }.
Això és un abús de notació, encara que bastant comú. L'operador diferencial ha de ser entès com un operador abstracte, actuant en kets, que té l'efecte de diferenciar funcions d'ones un cop que l'expressió es projecta a la base de posició. Per a altres detalls, vegeu espai de Hilbert equipat.